# 三川村 (佐賀県)
三川村（みかわむら）は、佐賀県三養基郡にあった村。現在の三養基郡みやき町の一部にあたる。

## 地理
- 河川：江見川、六田川、直代川[2]

## 歴史
- 1889年（明治22年）4月1日、町村制の施行により、三根郡市武村、寄人村、東津村が合併して村制施行し、三川村が発足[1][2]。旧村名を継承した市武、寄人、東津の3大字を編成[2]。
- 1896年（明治29年）4月1日、郡の統合により三養基郡に所属[2][3]。
- 1955年（昭和30年）4月1日、三養基郡南茂安村と合併し、三根村を新設して廃止された[1][2]。合併後、三根村大字市武・寄人・東津となる[4]。

### 地名の由来
村内を3つの河川が流れていることから。

## 産業
- 農業